# 草香幡梭姫皇女
草香幡梭 姫皇女（くさかのはたびひめ の ひめみこ、生没年不詳）は、第21代雄略天皇の皇后。
別名は、橘姫皇女。古事記には若日下（部）王（わかくさかべのみこと）或は波多毘能若郎女とある。父は仁徳天皇、母は日向髪長媛（日向諸県君牛諸井の女）。大草香皇子の同母妹。子女は無し。

## 略歴
安康天皇元年2月以降、大泊瀬皇子（後の雄略天皇）の妃となった。雄略天皇元年3月3日、雄略天皇の皇后に立后された。古代の部民である日下部氏は、この皇后の生活の資用に充てられた料地等の管理に従事した人々とする説があり、各地に配置された屯田兵のような軍事集団でもあったとされる。
古来、第17代履中天皇の皇后である草香幡梭皇女と同一人物であるとする説もある。

## 系譜
- 父：仁徳天皇
- 母：日向髪長媛
- 同母兄：大草香皇子
- 夫：雄略天皇